# Бубновщина (Черниговская область)
Бубновщи́на (укр. Бубнівщина) — село в Прилукском районе Черниговской области Украины. Население — 311 человек. Занимает площадь 2,219 км².
Код КОАТУУ: 7424181201. Почтовый индекс: 17593. Телефонный код: +380 4637.

## География
Расстояние до районного центра:Прилуки : (21 км.), до областного центра:Чернигов ( 138 км. ), до столицы:Киев ( 126 км. ), до аэропортов:Борисполь (98 км.).  Ближайшие населенные пункты: Грабаровка 5 км, Белошапки и Козин 6 км.

## Власть
Орган местного самоуправления — Бубновщинский сельский совет. Почтовый адрес: 17593, Черниговская обл., Прилукский р-н, с. Бубновщина, ул. Бурдюгов, 4.

## Персоналии
В селе родился Герой Советского Союза Даниил Мороз и скульптор Николай Брацун.